# آيت ايدر لودينار (آيت يعقوب)
آيت ايدر لودينار هو دُوَّار يقع بجماعة آيت بلقاسم، إقليم الخميسات، جهة الرباط سلا القنيطرة في المملكة المغربية. ينتمي الدوّار لمشيخة آيت يعقوب التي تضم 7 دواوير. يقدر عدد سكانه بـ 515 نسمة حسب الإحصاء الرسمي للسكان والسكنى لسنة 2004.

## وصلات خارجية
- البوابة الوطنية للجماعات الترابية
- المندوبية السامية للتخطيط